# Национално знаме на Германия
Националното знаме на Германия в днешния си вид е утвърдено през 1919 година. Негов предшественик е знамето на Германската конфедерация от 1815 до 1866 година. Отново е утвърдена като национален символ с Конституцията от 1949 година. Знамето представлява три равни хоризонтално разположени ивици – черна, червена и златна.

## История
Смята се, че произходът на немския трикольор е от цветовете на герба на Свещената Римска империя.
За първи път комбинацията черно-червено-златно се появява по време на освободителната война против Наполеон. Немските войници са носили черни униформи с червени ръкави и златни копчета.
След образуването на Германския съюз през 1848 се появява и въпросът за знамето. На 9 март 1848 във Франкфурт официално е приет Черно-червено-златният флаг.
По време на Германската империя 1871 – 1918 цветовете на националното знаме са променени на черно-бяло-червено, но след поражението в Първата световна война Ваймарската република на 11 август 1919 избира отново черно-червено-златното флаг за национално знаме.
По време на Третия райх знамето отново е променено. За държавен флаг е използвано знамето на Националсоциалистическата германска работническа партия (на червен фон с бял кръг и черна свастика). Това знаме използва цветовете Германската империя, но самото черно-бяло-червено знаме от 1871 – 1918 г. през 1935 е официално забранен от нацистите.
След Втората световна война победителите забраняват всички видове немски национални знамена и Германия остава без знаме.
Черно-червено-златното знаме става официален флаг на Федерална република Германия на 23 май 1949 с приемането на Конституцията на страната. ГДР също използва черно-червено-златното знаме, но от 1 октомври 1959 добавя на него своя герб.

## Дизайн
Член 22 от германската конституция определя знамето на Германия, като:
Федералното знаме трябва да бъде черно, червено и златно.
При приемането на настоящото знаме на Германия, цветовете не са определени официално и се променят няколко пъти.. Едва на 2 юни 1999 г., правителството на Германия въвежда правила за използването на знамето за правителствени цели, които определят следните цветове:
| Цвят | Официален цветови модел | RGB цветови модел | HEX цветови модел |
| ---- | ----------------------- | ----------------- | ----------------- |
|      | Pantone Black RAL 9005  | (0, 0, 0)         | #000000           |
|      | Pantone 485 RAL 3020    | (255, 0, 0)       | #FF0000           |
|      | Pantone 7405 RAL 1021   | (255, 204, 0)     | #FFCC00           |
|      |                         | (0, 0, 0)         | #                 |
|      |                         | (0, 0, 0)         | #                 |
|      |                         | (0, 0, 0)         | #                 |

## Знаме през годините
- Свещена Римска империя (от 1410)
- Германски съюз (1848 – 1852)
- Северногермански съюз (1867 – 1871),
Германска империя (1871 – 1918)
- Ваймарска република (1919 – 1933)
- Нацистка Германия 1935 – 1945
- Знаме на ГДР (1959 – 1990)